# Tomislav Dujmović
Tomislav Dujmović (Zagreb, 26 de fevereiro de 1981) é um futebolista croata que atua como volante. Atualmente está sem clube. Pela Seleção Croata, jogou 19 partidas e não marcou nenhum gol.